# Pietro Frua
Pietro Frua (Turijn, 2 mei 1913 – aldaar, 28 juni 1983) was een van de toonaangevende Italiaanse autodesigners in de 20e eeuw. Hij ontwierp meer dan 210 voertuigen en had een grote invloed op de ontwikkeling van het autodesign, vooral in de jaren zestig.

## Opleiding en eerste designbureau

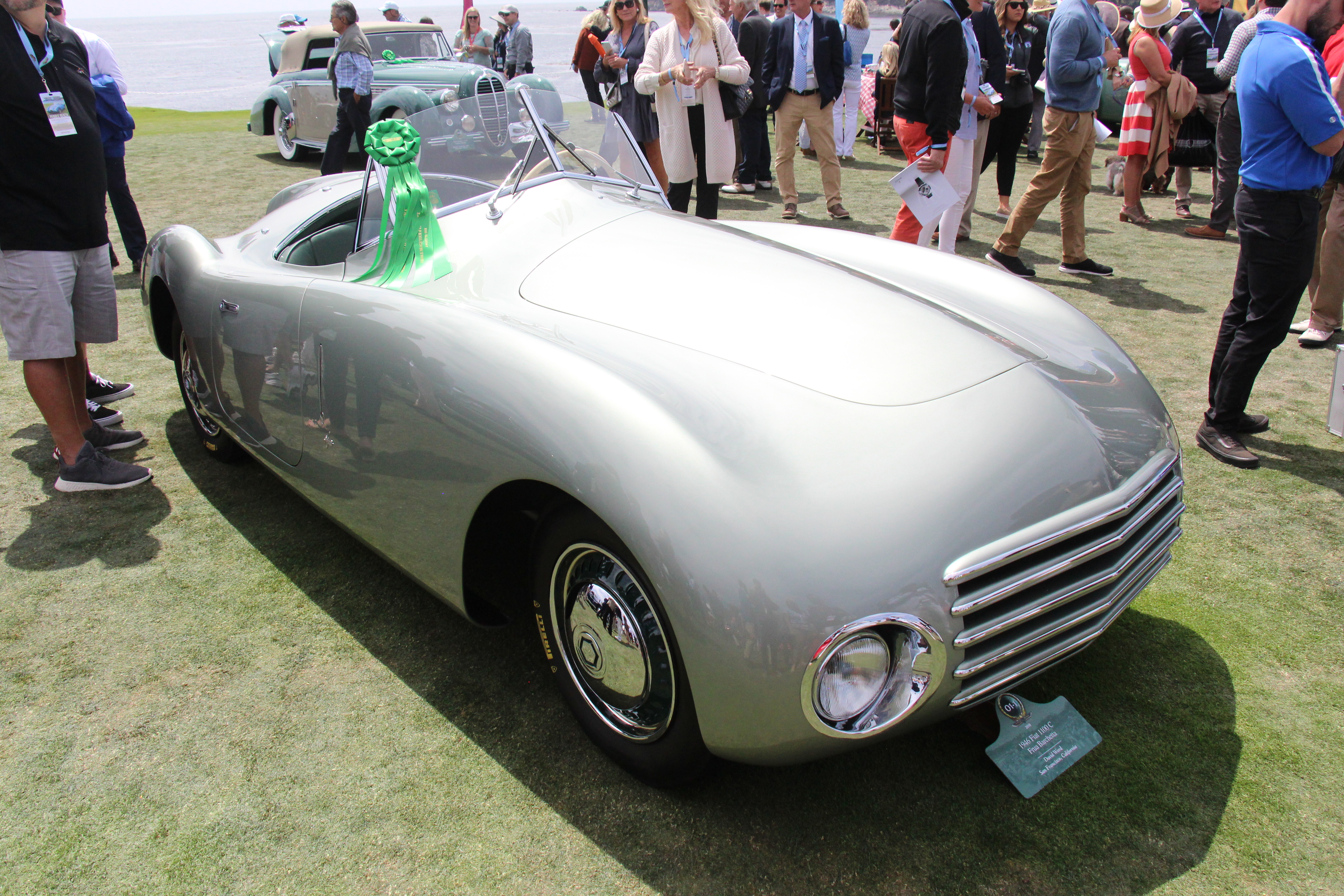
Fiat 1100 C Spyder

Frua kreeg een opleiding als technisch tekenaar bij Fiat, waar zijn vader ook werkte in de carrosseriebouw. In 1930 vertrok hij naar de toen bekende carrosseriebouwer Stabilimenti Farina, waar hij op 22-jarige leeftijd benoemd werd tot hoofd van de ontwerpafdeling. Na een geschil stelde Farina Giovanni Michelotti aan als zijn opvolger. Desondanks bleven Frua en Michelotti levenslang bevriend.
Frua ging vervolgens aan het werk als freelance ontwerpadviseur. Tijdens de Tweede Wereldoorlog verdiende hij de kost met ontwerpopdrachten buiten de auto-industrie. Al in 1944 richtte hij in een gebombardeerde fabriek de "Carrozzeria Pietro Frua" op om carrosserieën voor exclusieve auto's te ontwerpen en in kleine series te vervaardigen. Zijn eerste bestelling in 1946 was de Fiat 1100 C Spyder. Daarna volgden nog andere bestellingen van diverse Italiaanse autofabrikanten, waaronder die van de Maserati A6G.

## Verkoop aan Ghia

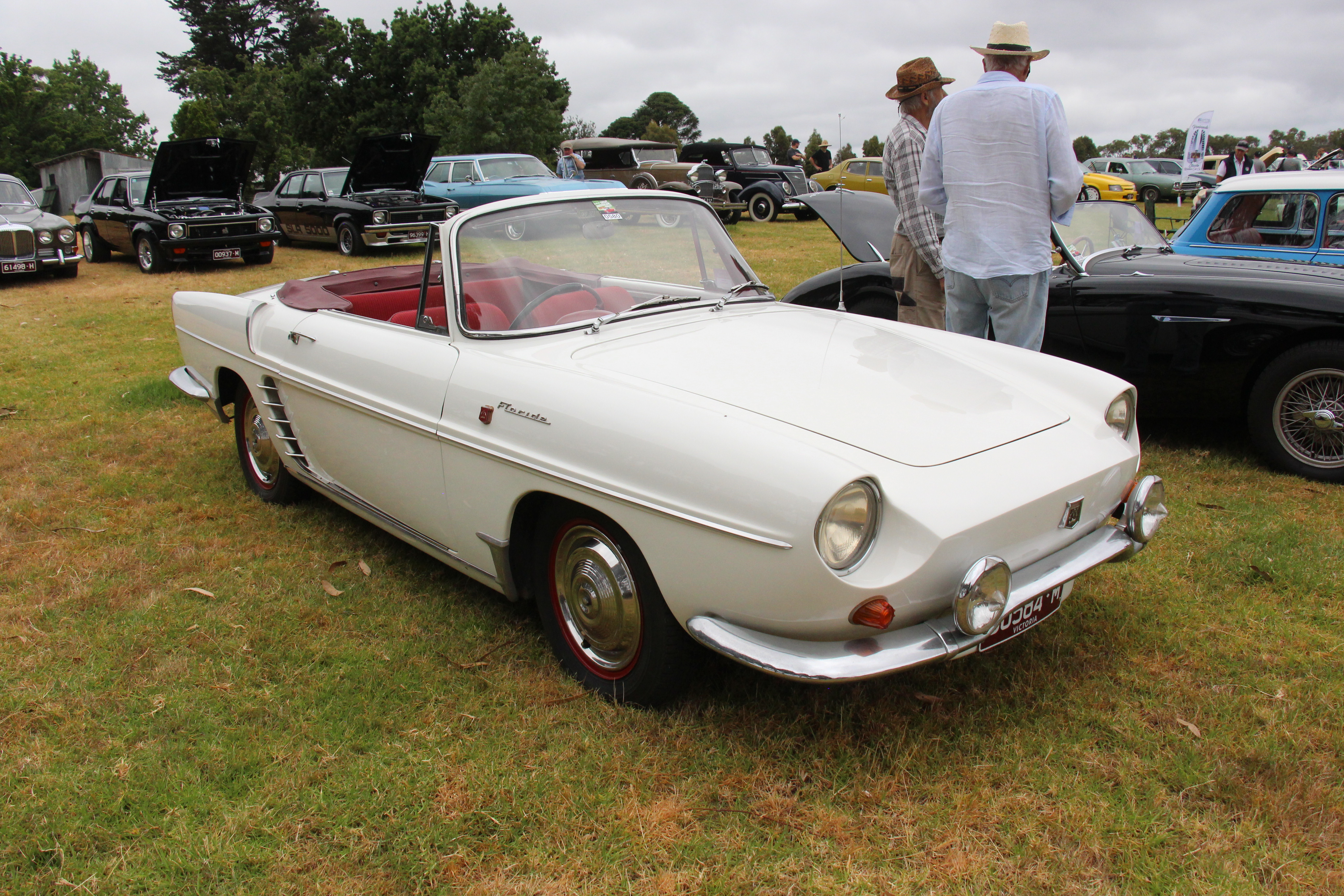
Renault Floride

In 1957 verkocht Frua zijn bedrijfje aan Carrozzeria Ghia, eveneens gevestigd in Turijn. De baas van Ghia, Luigi Segre, benoemde hem tot hoofd van de ontwerpafdeling. In deze periode ontstond de succesvolle Renault Floride. Na een geschil met Segre over het auteurschap van het design van de Floride nam Frua nog datzelfde jaar ontslag en richtte in 1958 opnieuw een eigen ontwerpbureau op onder de naam "Studio Technico Pietro Frua".

## Tweede designbureau

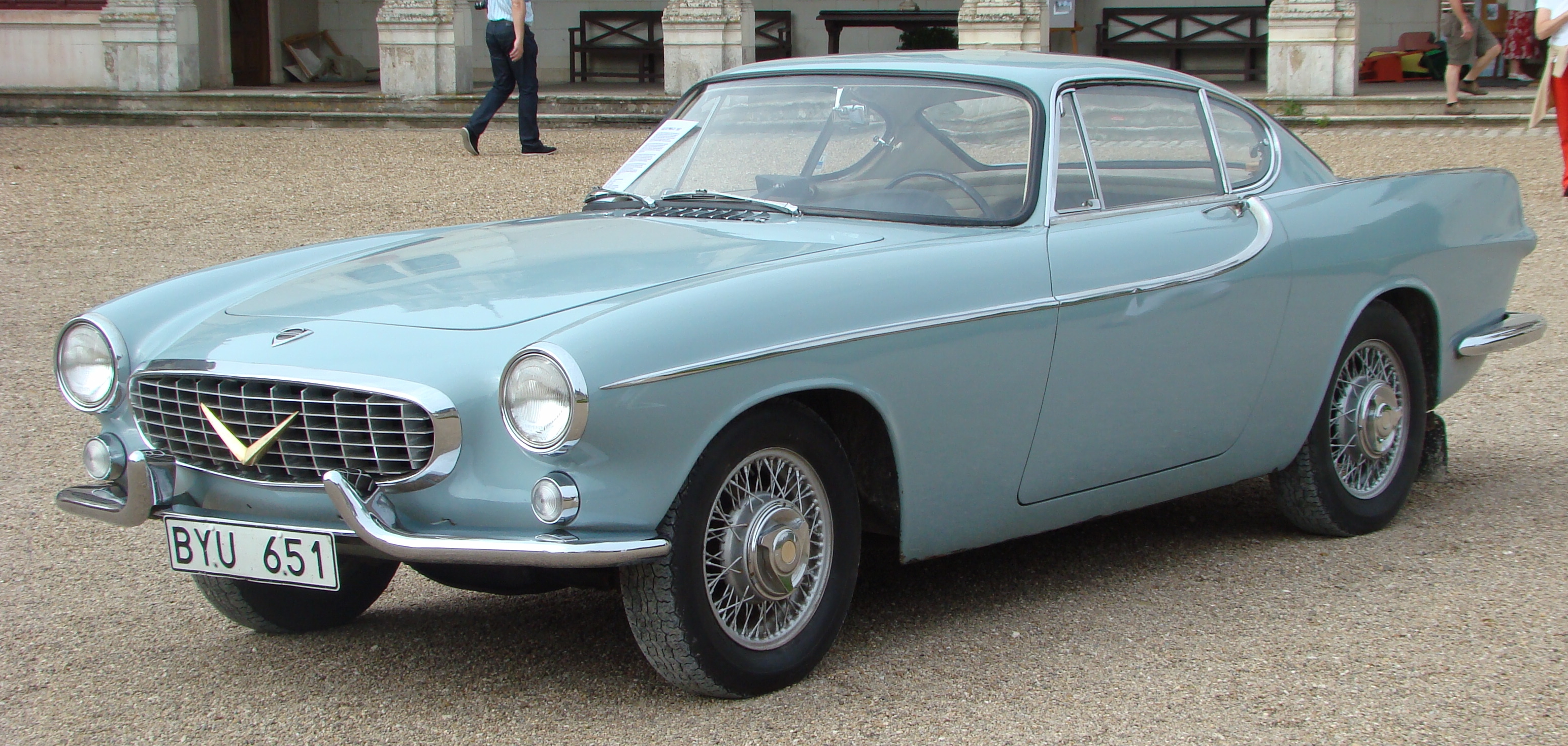
Volvo P1800 (P958-X1 prototype gebouwd door Frua)

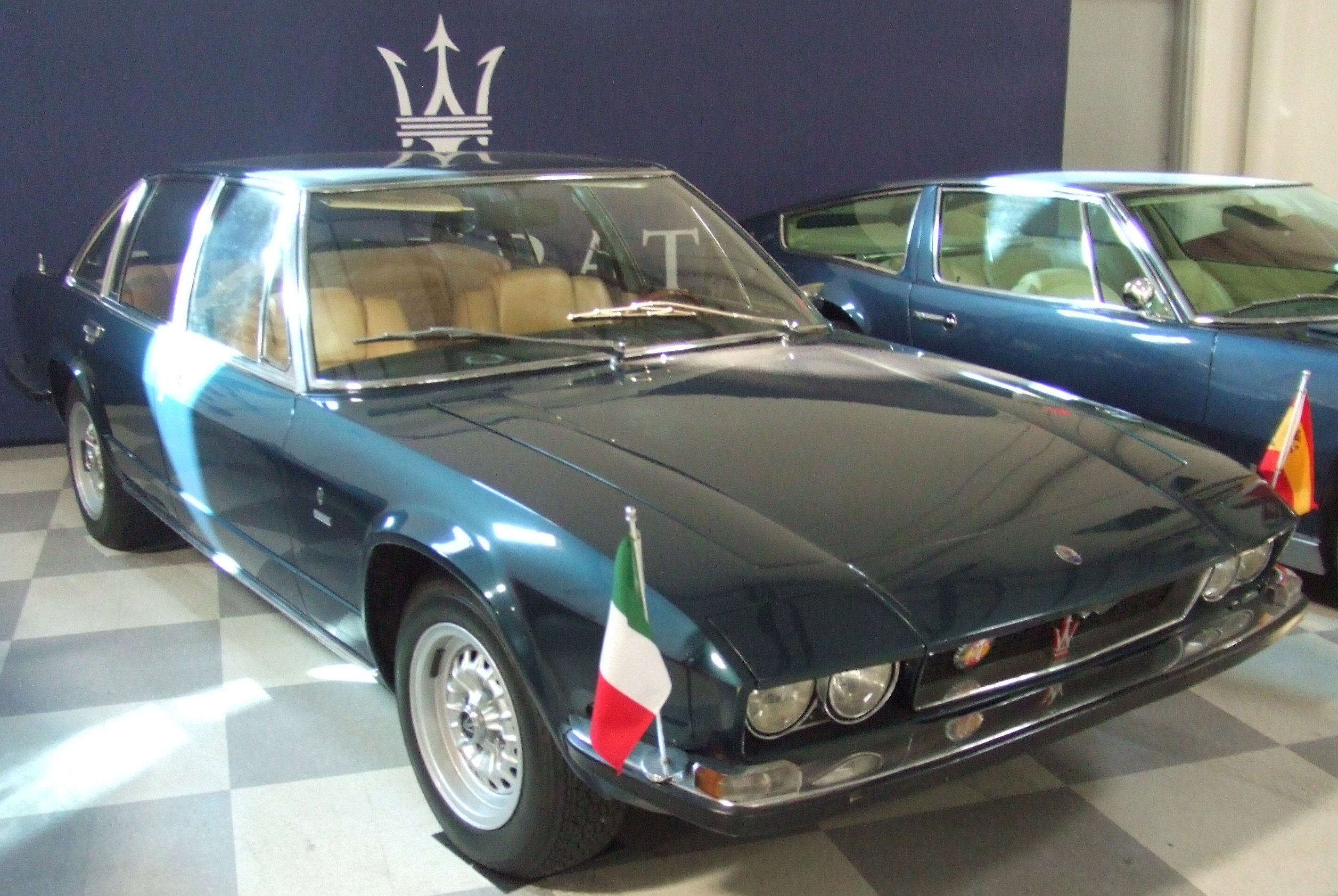
Maserati Quattroporte (prototype gebouwd door Frua)

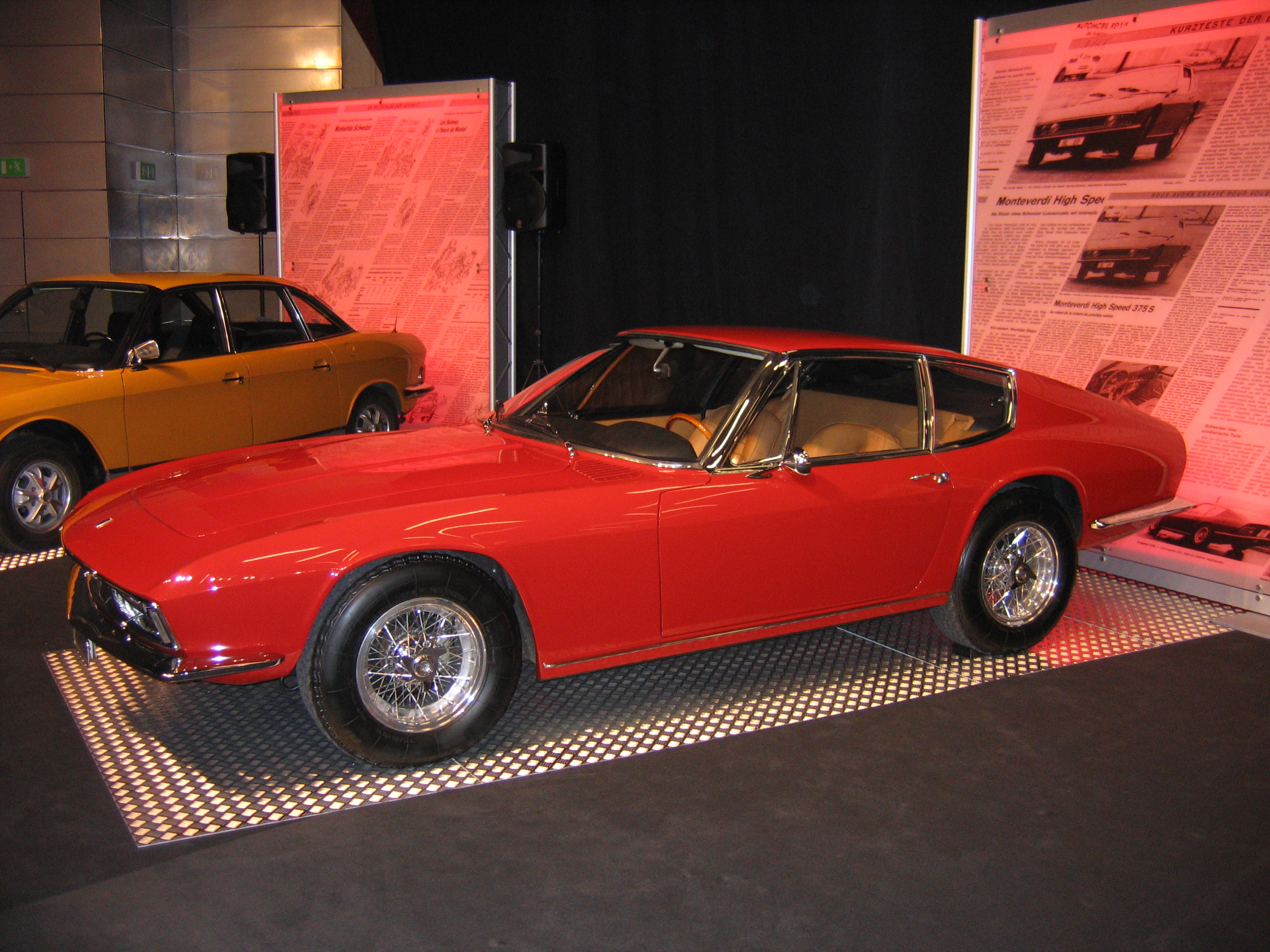
Monteverdi High Speed 375 S met een carrosserie van Frua

De volgende jaren waren zeer succesvol voor Frua. Hij werkte samen met Pelle Petterson aan het ontwerp van de Volvo P1800 en hij voerde ook opdrachten uit voor Ghia-Aigle, de vroegere Zwitserse afdeling van Carrozzeria Ghia die ondertussen een zelfstandig bedrijf was geworden.
Nadat Ghia-Aigle was gestopt met carrosseriebouw begon een ex-werknemer, Adriano Guglielmetti, zijn eigen bedrijf en richtte hij Carrosserie Italsuisse op in Genève. Opnieuw was het Pietro Frua die de designs maakte en hoogstwaarschijnlijk alle prototypes voor dit bedrijf bouwde. In 1961 pakte Italsuisse op het Autosalon van Genève uit met  de Maserati 3500 GTI Coupé, de voorloper van de Maserati Sebring.
Tijdens de jaren zestig was Pietro Frua een van de meest prominente autodesigners in Italië. De "Frua-lijn" stond synoniem voor goede smaak. Hij volgde de realisatie van elke auto op tot in de kleinste details en reed ze vaak persoonlijk naar hun tentoonstelling op de diverse autosalons in Europa.
In 1963 begon hij te werken voor de Duitse autobouwer Glas. Hij ontwikkelde er de Glas 1700 sedan, de elegante tweedeurs Glas GT en later de grote Glas V8. Nadat BMW eind jaren zestig Glas had overgenomen probeerde hij tevergeefs ook een zakelijke relatie met BMW op te bouwen. Zijn designinvloeden zijn wel terug te vinden in tal van BMW-modellen uit die tijd en daarna.
Tegelijkertijd werkte hij aan de eerste generatie van de Maserati Quattroporte die de band tussen Frua en Maserati zou herstellen.  Twee jaar later, in 1965, volgde de Maserati Mistral.
In 1965 ontwierp hij voor het Britse automerk AC de AC Frua Spyder, die zijn vorm ontleende aan de Maserati Mistral. Twee jaar later volgde nog een coupé. 
In 1967 tekende hij voor de Zwitserse autocoureur en Ferrari-importeur Peter Monteverdi de Monteverdi High Speed 375 S, een tweezitter sportcoupé die aangedreven werd door een Chrysler V8-motor. Aanvankelijk werden deze wagens ook gebouwd in de Frua-fabriek, maar vanwege de beperkte productiecapaciteit verhuisde Peter Monteverdi de productie van zijn High Speed-modellen naar Carrozzeria Fissore nabij Turijn. Frua ontwierp ook de Monteverdi 2000 GTI, maar dit bleef bij een eenmalig prototype.
In de jaren zeventig verminderde Frua de frequentie van zijn presentaties, maar hij demonstreerde nog steeds zijn goede smaak en vakmanschap aan de volgende generatie. De vraag om volledig gedetailleerde en functionele prototypes te bouwen nam sterk af en er waren ook geen klanten meer voor eenmalige exemplaren. Een van zijn laatste ontwerpen die in serieproductie ging was de Maserati Kyalami, een tweedeurs GT die voor het eerst werd getoond op het Autosalon van Genève in 1976.

## Ziekte en overlijden
In 1982 kreeg Pietro Frua kanker en in de herfst van dat jaar onderging hij een mislukte operatie. Hij trouwde met zijn langdurige assistente Gina kort voor zijn overlijden op 28 juni 1983, een paar weken na zijn 70e verjaardag.